# Щербачёв, Эдуард Михайлович
Эдуард Михайлович Щербачёв (род. 8 декабря 1936, Тула) — советский и российский флейтист.
Окончил школу при Свердловской консерватории (1950 г.в. кл. В. Соснина), 1950-1957 музыкант духовых военных оркестров. С 1957-1961г. работал в оркестре Свердловского театра оперы и балета имени Луначарского и филармонии. В 1961г. окончил Свердловское музыкальное училище (кл. К. Шилина).  
С 1961 по 1966 год учился в Московской консерватории у Николая Платонова. После окончания учёбы работал регулятором в Академическом симфоническом оркестре Московской филармонии под управлением Кирилла Кондрашина (его коллегой по пюпитру был Альберт Гофман). С 1970 по 1988 год — солист оркестра Ленинградского театра оперы и балета имени Кирова. Сделал несколько записей, в том числе концерты Моцарта с оркестром Московской филармонии.

## Награды
- I премия на Всесоюзном конкурсе музыкантов-исполнителей (1963) (поделил с Альбертом Рацбаумом)